# Cheiromeles
Cheiromeles is een geslacht van zoogdieren uit de familie van de bulvleermuizen (Molossidae). De wetenschappelijke naam van het geslacht werd in 1834 gepubliceerd door Thomas Horsfield.

## Soorten
Er worden 2 soorten in dit geslacht geplaatst:
- Cheiromeles parvidens G. S. Miller & Hollister, 1921 – Halsbandvleermuis
- Cheiromeles torquatus Horsfield, 1824 – Naakte vleermuis